# 406-мм корабельна гармата Mark 7 16"/50
406-мм корабельна гармата Mark 7 16"/50 – американська корабельна гармата, яка була основною гарматою лінкорів типу «Айова».

## Опис

Башта 16-дюймових гармат у розрізі

Через відсутність зв'язку під час проектування, Бюро Артилерії вважало, що на лінкори класу Айова буде встановлено гармату 16"/50 Mark 2 яку створювали у 1920 для лінкорів класу Південна Дакота. Проте, Бюро Будівництва і ремонту вважало що на кораблі потрібно встановити нові, легші, компактніші гармати 16"/50, тому що кораблі з барбетами замалі для башт з трьома гарматами 16"/50 Mark 2. Нові гармати 16"/50 Mark 7 вирішили цей конфлікт.
Довжина ствола цих гармат становила 50 калібрів — або 50 разів необхідно скласти їх калібр у 16-inch (406 mm), що давало довжину у 20 м, від затвора до дула. Вага кожної гармати становила 108000 кг без затвора і 121517 кг з ним. Дальність польоту снарядів вагою від 850 до 1,200 кг при максимальній швидкості 820 м/с становила 39 км. При польоті на максимальну дальність снаряд знаходився у повітрі майже 1½ хвилини. Обслуга складалася з 79 матросів. Вартість кожної башти становила 1,4 млн. дол. США, сюди включено вартість гармат.
Башти (технічна назва «каземати») мали «три гармати», не «строєні», тому що кожний ствол міг підніматися і вести вогонь незалежно від інших. Кораблі могли вести вогонь будь-якої комбінацією гармат, в тому числі бортом з усіх 9 гармат. Всередині башти були зроблені таким чином щоб заряджання, подавання снарядів і ведення вогню було незалежним. Кожна башта мала оптичний далекомір і балістичний аналоговий комп'ютер. Це дозволяло командиру башти і команді вести незалежно вогонь у разі руйнування ліній зв'язку з артилерійськими постами.
Кути підвищення гармат становили від −5 до +45 градусів, швидкість переміщення становила 12 градусів за секунду. Траверс становив близько 300 градусів зі швидкістю 4 градуси за секунду це дозволяло вести вогонь назад через бімс, як то кажуть «через плече». У кожній башті всередині нанесено червону смугу. Це мітка для команди, щоб вони не забували куди може відкотитися гармата після пострілу.
Доповнювала гармату 16"/50 Mark 7 система керування вогнем, у цьому разі лічильно-вирішальний прилад (ЛВП) Mark 8 компанії Ford Instrument. Цей аналоговий комп'ютер  призначався для керування вогнем гармат головного калібру лінкора. Він брав до уваги кілька параметрів такі як швидкість цілі, час польоту снаряду і супротив повітря снаряду. На час початку будівництва лінкорів класу Монтана ЛВП міг використовувати дані з радара. В результаті вогонь став більш точний і на більшу дистанцію. Це дало велику перевагу флоту США над імператорським флотом Японії який не мав радарів і автоматичних систем керування вогнем.
Під час модернізації лінкорів в 1980-і роки на кожну башту було встановлено радар DR-810, який вимірював початкову швидкість снарядів в кожному пострілі, що дозволяло більш точно передбачати дальність наступних пострілів. Завдяки цьому, а також новій системі управління вогнем Mk 160 і новому пороху, артилерійська установка стала найточнішою установкою, яка будь-коли встановлювалася на лінкорах. Під час тестових стрільб біля о. Крит в 1987 році з 15 снарядів, випущених з відстані 31 900 м, 14 потрапили в квадрат зі стороною 230 м навколо центру мішені, з них 8 у квадрат зі стороною 140 м. Дисперсія розсіювання снарядів склала 112 м або 0,36 % дальності стрільби.

## Конструкція

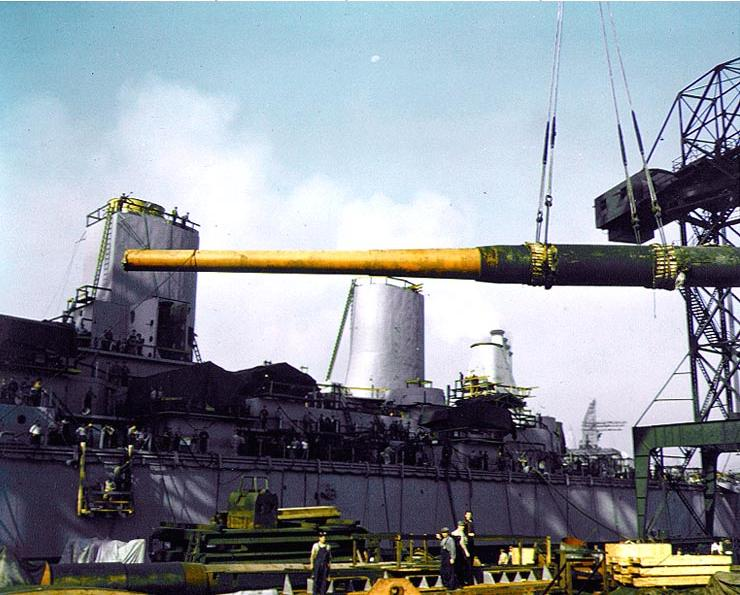
Робочі верфі піднімають ствол гармати 16"/50 Mark VII з борту лінкору Айова під час будування у 1942.

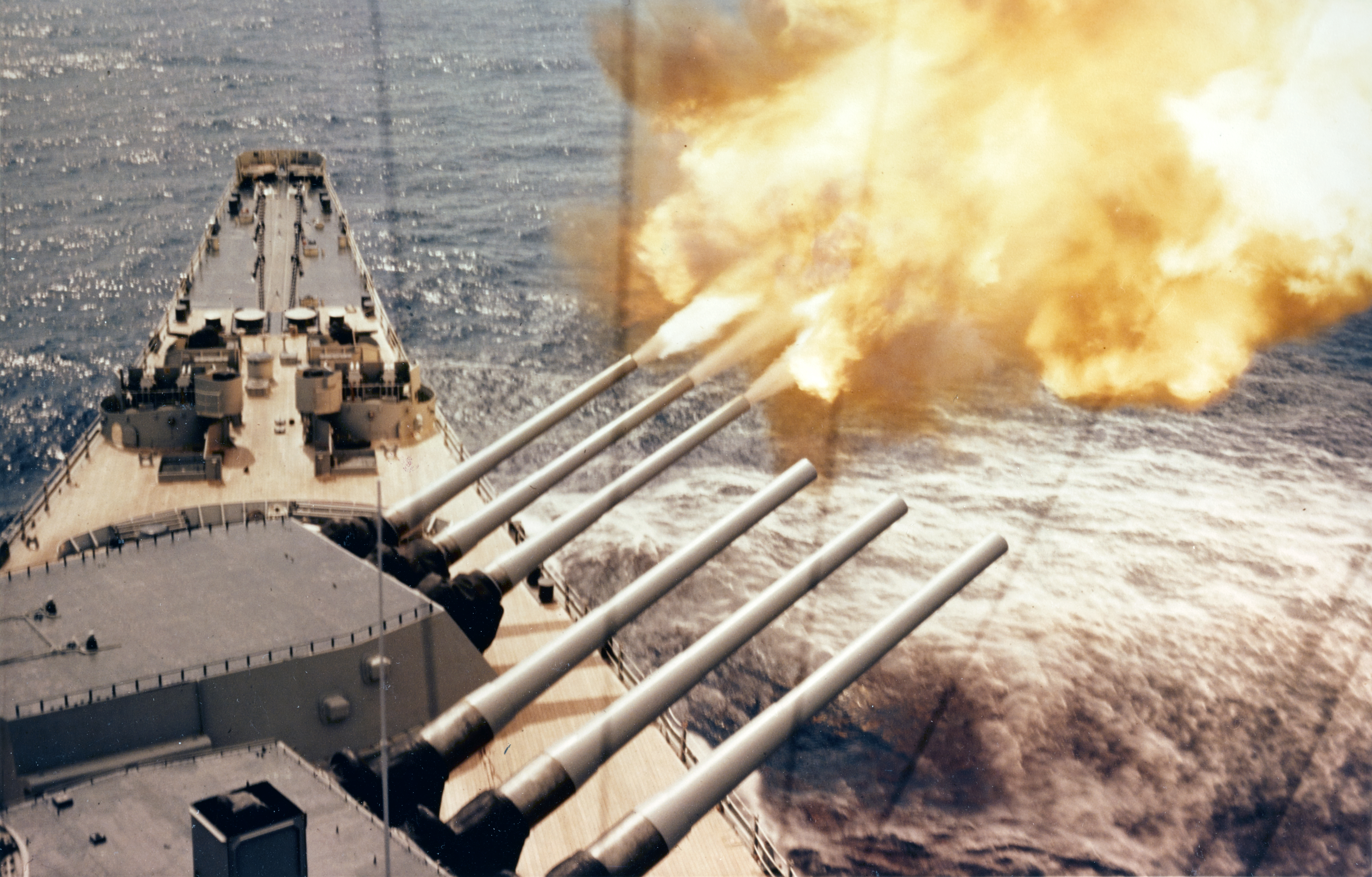
Гармата 16-inch/50 caliber Mark 7 передніх башт лінкору Вісконсин (BB-64) ведуть вогонь по ворожим цілям на Корейському півострові 30 січня 1952 під час Корейської війни.

Гармата зі скріпленим стволом складалася з лейнера, трубки, кожуха, трьох обручів, двох фіксуючих кілець, трубки і стопорного кільця лейнера, кільцевого траверса і гвинтової коробки лейнера. Деякі компоненти були створені автофретажем. Як і всі корабельні гармати США 1940-х, ствол було хромовано для подовження живучості. На ній було встановлено затвор Welin який відкривався вниз, керувався гідравлічно. Гвинтова коробка лейнера та поршневий затвор поділені ступінчастими гвинтовим різьбленням поділені на 15 секторів по 24 градуси кожний.
| Позначення                                                | 16 in/50 калібр (406 мм × 20,3 м) Mark 7 |
| Клас кораблів                                             | класи Iowa (BB-61) та Montana (BB-67) |
| Дата розробки                                             | 1939 |
| Прийняття на службу                                       | 1943 |
| Вага гармати                                              | 267,904 lb (121519 кг) (з затвором) 239,156 lb (108479 кг) (без затвора)                                                                                |
| Довжина гармати, кал                                      | 816 in (20,73 м) (від лиця затвора до дульного зрізу)                                                                                                   |
| Довжина ствола                                            | 800 in (20,32 м) |
| Довжина нарізів                                           | 682.9 in (17,35 м) |
| Нарізи                                                    | (96) 0.150 in глибиною (3,81 м) |
| Поля                                                      | Н/Д |
| Крок нарізів                                              | RH 1:25 |
| Камора                                                    | 27,000 cu in (0,44 м3) |
| Темп вогню                                                | 2 постріли за хвилину |
| Примітка: Капсуль можна детонувати електрично або ударом. | |
| Дальність                                                 | 41,622 yards (38059 км або 20.55 nm) з зарядом пороху 660 lb (300 кг)                                                                                   |
| Дульна швидкість                                          | 2,690 feet per second (820 м/с) фугасним снарядом вагою 1,900 lb (862 кг) 2,500 feet per second (762 м/с) бронебійним снарядом вагою 2,700 lb (1225 кг) |

## Снаряди

### «Супер-важкі» снаряди Mark 8
Спочатку гармата Mark 7 була призначена на стрільбу відносно легкими бронебійними снарядами Mark 5 вагою 1020 кг. Проте, система подачі снарядів була перероблена на стрільбу «супер-важкими» бронебійними снарядами з ковпачком снарядами вагою 1200 кг Mark 8 до того як було закладено лінкори класу Айова. Гармати великого калібру були розроблені для стрільби двома видами 406 мм снарядів: бронебійний — для ураження кораблів і наземних об'єктів та фугасний — для ураження неброньованої техніки і обстрілів узбережжя.
Гармата Mark 7 і 2700-фунтовий снаряд були на 25 відсотків легші за японську корабельну гармату 46 cm/45 Type 94, але мали схожі показники бронебійності.
Лінкори класів Північна Кароліна та Південна Дакота могли також вести вогонь 2700-фунтовими снарядами Mark 8, на меншу дистанцію, використовуючи гармату 16"/45 caliber Mark 6. Гармата Mark 6 була легшою ніж Mark 7,  що допомагало обом класам лінкорів відповідати умовам Вашингтонського договору.
Завдяки снарядам Mark 8 лінкори класу Північна Кароліна, Південна Дакота та Айова були на другому місці за потужністю бортового залпу. На першому місці залишаються лінкори Ямато і Мусасі.
Метальний заряд D839 (бездимного пороху) складається невеликих циліндричних семиканальних зерен які були довжиною у 5,08 см, 2,54 см у діаметрі. Повний заряд складався з 6 шовкових картузів, в кожному з яких розміщувалося 49,9 кг пороху.

### Фугасні снаряди HC Mark 13, 14
Фугасні (англ. High Capacity) снаряди HC Mark 13 були розроблені для лінкорів типу «Колорадо», механізми яких не могли подавати снаряди довжиною понад 4 калібрів. З метою стандартизації цей снаряд застосовувався і на більш пізніх лінкорах, для яких це обмеження було усунуто. Снаряд було прийнято на озброєння в кінці 1942 року і спочатку він мав позначення EX-1. Порожнина для вибухівки мала приблизно однакову товщину стінок з деяким потовщенням в сторону носа.
У відсотковому відношенні до повної ваги снаряд мав менше вибухівки, ніж фугасні снаряди більшості зарубіжних флотів і навіть більш ранні американські снаряди. Таким чином, снаряд мав більш міцний корпус, який дозволяв вражати легко броньовані цілі і бетонні укріплення. Застосовувалися як донні, так і головні ударні детонатори. Під час Другої світової війни на базі HC Mark 13 був розроблений зенітний снаряд, який відрізнявся від прототипу механічним підривником з таймером підриву. Зенітні снаряди не отримали свого власного номера модифікації і тому відомі як HC Mark 13 AA (англ. Anti-Aircraft).
Як і у бронебійних снарядів, радіус оживала снаряда HC Mark 13 становив 9 калібрів.
Основним виробником снарядів був Військово-морський артилерійський завод (англ. Naval Gun Factory). Однак в 1969 році невелику партію снарядів випустив завод Naval Surface Warfare Center (Крейн, шт. Індіана). Ці снаряди були повністю ідентичні оригінальним, проте отримали власне позначення Mark 14.
Корпуси фугасних снарядів мали зелений колір. Колір носика відповідав типу вибухівки, жовтий кольором позначалася вибухівка типу D.

### Атомні снаряди Mark 23
У 1950 роках було випущено близько 50 атомних снарядів Mark 23 (жарг. «Katie»). Розробка цих снарядів почалася в 1952 році, а перші екземпляри зібрані в жовтні 1956 року. Найбільш ймовірно, що снаряд був HC Mark 13 з ядерною боєголовкою W23, встановленою замість заряду звичайної вибухової речовини, хоча деякі джерела стверджують, що снаряд був меншого розміру.
Лінкори «Айова», «Нью-Джерсі» і «Вісконсин» мали в магазинах башти № 2 спеціальні сховища, в яких містилися 10 атомних снарядів Mark 23 і 9 практичних снарядів Mark 24. Лінкор «Міссурі» не був обладнаний таким сховищем, оскільки в 1955 був виведений в резерв. Атомними снарядами не було проведено жодного пострілу, і в жовтні 1962 року вони були зняті з озброєння. Невідомо навіть, чи перебували вони коли-небудь на борту лінкорів. Лінкор «Вісконсин» під час навчань в 1957 році один постріл практичним снарядом. Один з атомних снарядів був використаний в операції «Plowshare» (мирне використання ядерних боєприпасів), інші деактивовані. Корпус одного з атомних снарядів в даний час знаходиться в Національному атомному музеї (англ. National Atomic Museum, Альбукерк, шт. Нью-Мексико).

### Підкаліберні 280-мм снаряди
Навесні і влітку 1967 року, коли лінкор «Нью-Джерсі» був виведений з резерву для участі у В'єтнамській війні, керівництво військово-морського артилерійського полігону Індіан-Хед (англ. Indian Head Naval Ordnance Station) запропонувало використовувати 23 000 неядерних снарядів, що залишилися від програми по створенню 280-мм «атомної гаубиці», для стрільби з гармат Mark 7 за допомогою піддонів і ущільнювачів 280-мм снаряди були перетворені в 406-мм підкаліберні. Цей проект був частиною програми «Gunfighter» зі створення наддалекобійного артилерійського снаряда (англ. Long Range Bombardment Ammunition, LRBA). Стрільба проводилася з 40-метрового ствола, отриманого зварюванням встик двох стволів гармат 16"/45. На випробуваннях, що проводилися в 1968 і 1969 роках у о. Барбадос 338-кг снаряд досяг максимальної дальності 76 670 м при швидкості у дульного зрізу 1387 м/с. Після виведення лінкора «Нью-Джерсі» в резерв в 1969 році, програма була припинена.

### HE-CVT Mark 143
Фугасний снаряд, забезпечений детонатором зі змінним таймером (англ. Controlled Variable Time, CVT). Розроблений в 1980 роках під час останнього виходу лінкорів з резерву. У всьому, крім детонатора аналогічний снаряду HC Mark 13.

### Протипіхотний снаряд ICM Mark 144
Протипіхотний снаряд ICM Mark 144 (англ. Improved Conventional Munition, покращений неядерний снаряд) розроблений в 1980 роках на основі снаряда HC Mark 13. Розрахований на ураження живої сили і неброньованих цілей (літаків, вертольотів, автомобілів). Оснащений 400 протипіхотними гранатами уповільненої дії (жарг. англ. «Bouncing Betty», галаслива Бетті).

### HE-ET / PT Mark 145
Фугасний снаряд, аналогічний HE-CVT Mark 143, оснащені на відміну від останнього детонатором з електронним таймером (англ. Electronic-Time, ET) і контактним (англ. Point-Detonating, PD) детонатором.

### Протипіхотний снаряд ICM Mark 146
Не доведений до виробництва проект протипіхотного снаряда, аналогічного Mark 144. Містив 666 гранат M42 / M46 / M77 SADARM з детонаторами уповільненої дії.

### Покращений фугасний снаряд HC Mark 147
Проект поліпшеного фугасного снаряда, довжина якого відповідала довжині бронебійного AP Mark 8 (4,5 калібру), а маса становила 1015 кг. Цими снарядами в 1980-х роках було зроблено кілька пострілів на полігоні в Дальгрені і з лінкора «Айова». При початковій швидкості 861 м/с дальність склала 46 600 м. Проект не був доведений до виробництва у зв'язку з виведенням до резерву в кінці 1980-х — початку 1990-х років всіх чотирьох лінкорів типу «Айова». Позначення Mark 147 прийнято в літературі умовно, позначення цього снаряда невідоме.

### Далекобійний фугасний снаряд HE-ER Mark 148
330-мм підкаліберний касетний снаряд підвищеної дальності (англ. Extended-Range, ER) з електронним таймером-детонатором. Експерименти з цим снарядом проводилися в 1980-х роках, проте у 1991 були припинені в зв'язку з виведенням лінкорів в резерв. Вага снаряда без піддону становила близько 500 кг, а дальність при початковій швидкості 1100 м/с планувалося збільшити до 64 км.

### Інші проєкти
Велися і в 1991 були припинені розробки 280-мм підкаліберного фугасного снаряда.

### Руйнівна сила
Бронебійний снаряд AP Mark 8 при нормальному падінні пробиває до 9 м бетонних конструкцій. Фугасний снаряд HC Mark 13 під час вибуху створює воронку діаметром 15 м і глибиною 6 м. Під час війни у В'єтнамі вибух фугасного снаряда лінкора «Нью-Джерсі» створював в джунглях зону діаметром 180 м для посадки вертольота. При цьому листя з дерев збивало на відстані 450 м.

## Живучість ствола
У 1940-і роки живучість ствола гармати становила 290 ESR (англ. Effective Service Rounds, умовні бойові постріли), де 1 ESR відповідав пострілу важким бронебійним снарядом (1225 кг) з повним пороховим зарядом. В цей час в порохових зарядах застосовувався порох SPD (англ. Smokeless Powder Diphenylamine, піроксиліновий порох має в складі дифениламин як стабілізатор термічного розкладання). Постріл фугасним снарядом з повним пороховим зарядом (6 картузів, 820 м/с) відповідав 0,43 ESR, а при зменшеному заряді (6 картузів, але кожен меншої маси, 580 м/с) — 0,03 ESR. Після другої світової війни склад пороху дещо змінився, що збільшило живучість ствола до 350 ESR. Під час виведення лінкорів з резерву в 1967 і 1980-х роках використали «шведську добавку» (англ. Swedish Additive), що складалася з діоксиду титану і воску, це зменшило знос ствола приблизно вчетверо. Постріл бронебійним снарядом тепер відповідав 0,26 ESR, фугасним — 0,11 ESR. Помітно зменшило знос і застосування в 1980-х роках в складі зарядних картузів поліуретанових чохлів, які при згорянні порохового заряду створювали захисну завісу, помітно знижуючи газову ерозію. Всі ці вдосконалення привели до того, що вимір живучості ствола в еквівалентних пострілах втратив сенс. Критичним параметром для ствола стала кількість механічних циклів, що вимірюється в FER (англ. Fatigue Equivalent Rounds, еквівалентний постріл по втомі матеріалу). В даний час живучість лейнера гармати Mark 7 становить 1500 FER.

### Схожі гармати
- Німецька гармата 40,6 см SK C/34
- Британська 406-мм корабельна гармата BL 16 inch Mk I